# 手术剪

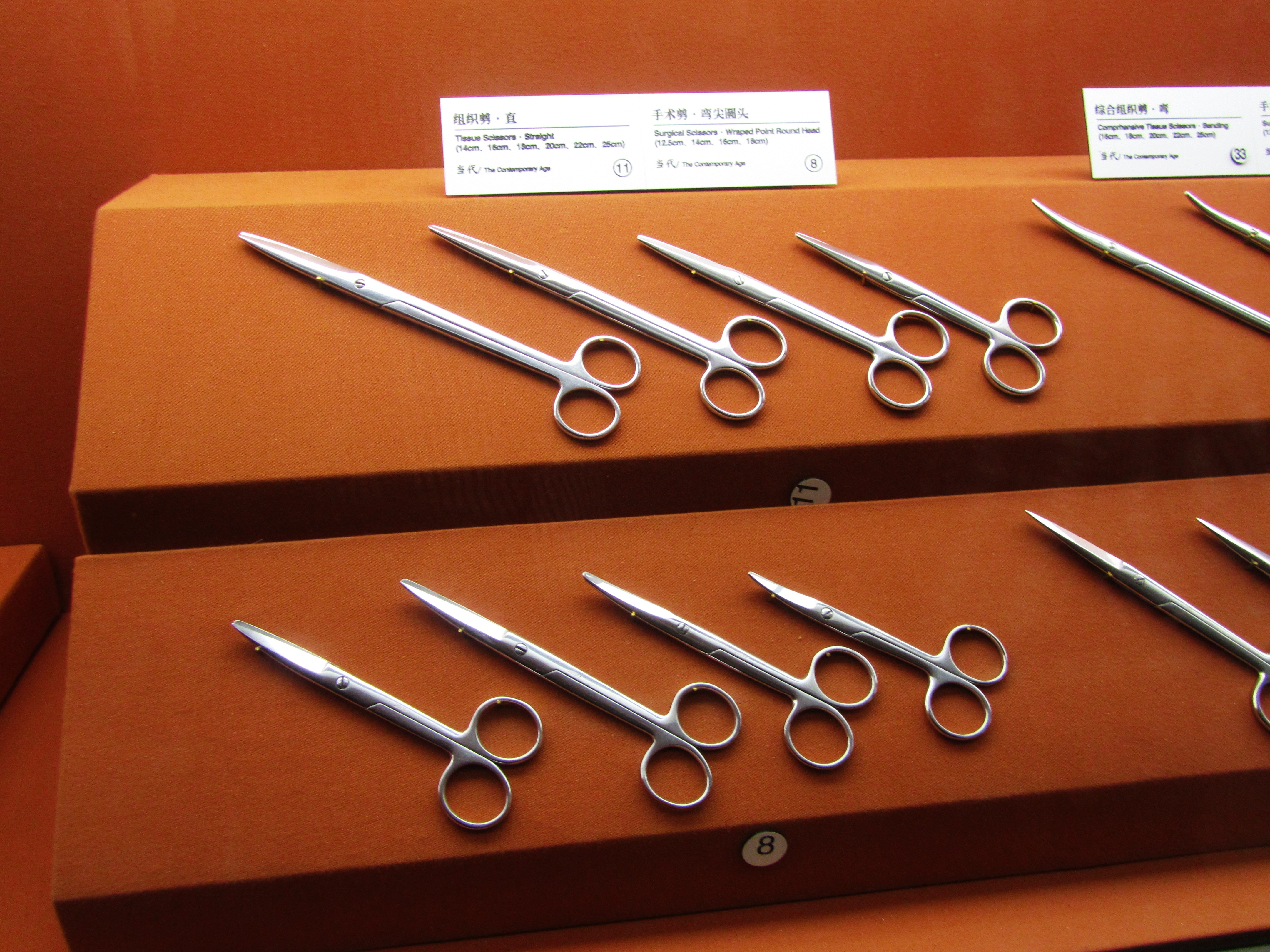
手术剪（弯尖圆头）和组织剪（直），杭州工艺美术博物馆藏。

手术剪为外科手术中所使用的一种器械，主要用于剪开、分离组织和剪线，按不同的形式和用途可分为组织剪和线剪、弯剪和直剪、钝头剪和尖头剪、长剪和短剪等等，钝头弯剪多用于胸、腹腔的深部手术，尖头直剪一般用于剪线及浅层组织。
其中，组织剪一般用作锐性分离和剪切组织，大多为小圆头，刃薄而锐利，要求钢的质量较高和制作精细。